# Гебхард XII фон Кверфурт
Гебхард XII фон Кверфурт (на немски: Gebhard von Querfurt; † 1394/1402) е благородник от Кверфурт от род Мансфелд.
Той е единствен син на Бурхард (Бусо) VI фон Кверфурт, господар на Небра († сл. 1337 или 1340) и втората му съпруга Мехтилд фон Ваймар-Орламюнде († сл. 1312/сл. 1340), вдовица на граф Дитрих IV фон Хонщайн-Зондерсхаузен († 1317), дъщеря на граф Херман V (IV) фон Ваймар-Орламюнде († 1319) и Мехтилд фон Рабенсвалде († сл. 1339). Внук е на Гебхард фон Кверфурт († сл. 1322) и Хардевиг фон Лобдебург-Арншаугк († сл. 1318) († сл. 1318), дъщеря на граф Ото IV фон Лобдебург-Арншаугк († 1289) и Шварцбург-Бланкенбург († 1289).

## Фамилия
Гебхард XII фон Кверфурт се жени 1375 или пр. 1393 г. за Елизабет фон Лайзниг-Пениг († 1376/1411), вдовица на Йохан фон Голсен († 1376), дъщеря на бургграф Албрехт VIII фон Лайзниг († 1411) и София фон Валденбург († сл. 1394). Те имат три бездетни сина:
- Бусе фон Кверфурт († пр. 1469)
- Протце фон Кверфурт († пр. 1438)
- Хайнрих (2) фон Кверфурт († сл. 1426)